# Walter Eugene Clark
Walter Eugene Clark (Digby, 8 de septiembre de 1881-Vista, 30 de septiembre de 1960) fue un filólogo estadounidense. Fue el segundo profesor de sánscrito de Gales en la Universidad de Harvard y editor de los volúmenes 38-44 de la Harvard Oriental Series. Tradujo el Aryabhatiya de Aryabhata con notas críticas que fue publicado en 1930 por la University of Chicago Press.

## Biografía
Nació el 8 de septiembre de 1881 en Digby, Nueva Escocia, y llegó a Estados Unidos en 1883.
Recibió su A.B. en 1903 y A.M. en 1904 de la Universidad de Harvard. Después de recibir su doctorado en Harvard en 1906, con la disertación titulada "Quid de rebus Indicis scirent Graeci prisci quaeritur", viajó a Berlín, para recibir formación adicional con el indólogo Richard Pischel.
Se incorporó al "Departamento de Filología Comparada" de la Universidad de Chicago como "Instructor de sánscrito". En 1915, fue ascendido a profesor asistente del "Departamento de Filología Comparada, Lingüística General y Filología Indo-Iraní" y de 1923 a 1927 como profesor asociado de sánscrito.
En 1927 se convirtió en profesor de sánscrito de Gales en Harvard. Ocupó el cargo hasta su jubilación en 1950. Fue el editor de los volúmenes 38-44 de la Harvard Oriental Series después de Charles Lanman.
Fue miembro de la Sociedad Oriental Americana, la Academia Americana de Artes y Ciencias, la Sociedad Lingüística de Estados Unidos, la Real Sociedad Asiática y la Société Asiatique. Entre sus otros cargos, fue nombrado segundo maestro de la Casa Kirkland (1935-1946) el 1 de septiembre de 1935, sucediendo a Edward A. Whitney.